# 川越英隆
川越 英隆（かわごえ ひでたか、1973年6月8日 - ）は、神奈川県相模原市出身の元プロ野球選手（投手）、コーチ。右投右打。

## 経歴

### プロ入り前
小さい頃から野球に興味を持ち、幼稚園の時に駄々をこね父兄同伴で小学生の野球チームに参加を認められたことがある。その頃から投手を務め、相模原市立桜台小学校、相模原市立相模台中学校を卒業後、甲子園出場を目指して福島県の学校法人石川高等学校に野球留学した。娯楽の無い環境で野球に打ち込み、3年時には第63回選抜高等学校野球大会、第73回全国高等学校野球選手権大会に春夏連続出場するも両大会共に2回戦敗退。
高校卒業後は、監督の河原井正雄から熱心な勧誘を受け東都大学野球連盟所属の青山学院大学に進学した。3年先輩に木村龍治、2年上に小久保裕紀、同期では坪井智哉、1年後輩にはプロでもチームメイトとなる井口資仁らがいた。しかし、大学ではリーグ通算20試合の登板で3勝2敗、防御率3.11に終わり、一時は野球を辞めようと考えた、が村上忠則監督（当時）が誘い、卒業後に社会人野球の日産自動車に入社。第69回都市対抗野球大会では決勝で後にプロでチームメイトとなる後藤光尊を擁する川崎製鉄千葉を下して優勝し、最優秀選手に贈られる橋戸賞を獲得。当時の社会人野球は金属バット使用が認められていたため打者優位にあり、ここで川越は投球術に磨きをかけた。
1998年のドラフト会議では、オリックス・ブルーウェーブから2位指名を受け入団した。

### オリックス時代
1999年は新人ながら先発ローテーションに入り、オールスターに監督推薦で選出された。シーズン成績は、11勝8敗、8完投、防御率2.85の好成績を挙げた。高卒の松坂大輔が16勝を挙げたため新人王は逃したもののパ・リーグ特別表彰で優秀新人賞を受賞。常にストライク先行で四球が少ない投球が目立ち、シドニーオリンピック予選にも選出された。
2000年は8勝を挙げるも右肘の故障により途中離脱し、シーズン後に手術を受けた。
2001年は1勝5敗と低迷した。
2002年は先発・リリーフで34試合に登板したが、5月5日の大阪近鉄バファローズ戦での勝利を最後に、プロ野球史上7人目の12連敗を喫するなど記録的な低迷に終わる。
2003年はほとんど登板できず、0勝3敗で連敗記録は15に伸びた。
2004年はシーズン当初より先発ローテーションで起用されるも不調は続き、4月16日の近鉄戦では2回2/3を7安打2四球5失点で降板した後、試合中にもかかわらず監督の伊原春樹にベンチ内で説教を受けた。なお、試合はその後同点に追いついたため黒星はつかなかった。4月24日の千葉ロッテマリーンズ戦（千葉マリンスタジアム）で7回を8安打4四球と苦しみながらも、同じく3年勝ち星がなく、この日千葉マリンで1035日ぶりの登板となる黒木知宏を相手に2対1のスコアで投げ勝ち、720日ぶりの勝利を挙げた。最終的にチームは最下位に終わり、個人成績も7勝9敗と負け越したが、5年ぶりに規定投球回をクリアした。シーズン後、近鉄との球団合併に伴う分配ドラフトによりオリックス・バファローズに所属することが決まり、初代選手会長に就任した。
2005年は背番号を11に変更して開幕投手を務め、6勝ながら5年ぶりの防御率3点台（規定回数にはわずかに及ばず）と結果を残した。
2006年も開幕投手を務めたが、右肘の炎症で一時離脱した。復帰後は安定した投球で9勝を挙げたものの、打線の援護に恵まれなかった面もあり6月と8月に1勝もできず、7年ぶりの2桁勝利はならなかった。
2007年は球団史上星野伸之以来となる3年連続開幕投手を務めたがシーズン成績は4勝に留まり、防御率5.22、リーグワーストの20被本塁打と低迷した。
2008年は、開幕当初は先発として投げていたが前年同様不調に陥り、4月25日の埼玉西武ライオンズ戦を最後に中継ぎに転向。中継ぎとして好投を続け、チーム2位の13ホールドを記録した。
2009年はオープン戦から不調で、シーズン初登板の福岡ソフトバンクホークス戦では本多雄一にサヨナラ打を打たれた。その後も一軍と二軍の往復が続いて結果を出せず、10月3日に戦力外通告を受けた。

### ロッテ時代
シーズン終了後にロッテの秋季キャンプへ参加して入団テストを受け、11月24日にロッテへの入団が発表された。背番号は46。
2010年は15試合に登板、4試合に先発し、3勝2敗、防御率7.36の成績に終わる。
2011年は、昨季を上回る18試合に登板し、防御率、WHIPを始め、自責点、奪三振、与四球、与死球、被安打、被本塁打などほとんどの項目で前年より改善された。9月26日には今季限りで現役引退が報じられたが、翌27日に自身のブログでまだ引退の決断はしていないと否定した。しかし、11月27日に現役を引退し、2012年からロッテの二軍投手コーチに就任することが発表された。背番号は89。

### 引退後
2013年まで二軍投手コーチを務め、2014年は一軍投手コーチとしてブルペンを担当していたが、同年の5月3日の西武戦から川崎憲次郎と入れ替わりでベンチ担当になった。このシーズン途中の配置転換について、監督の伊東勤は「（救援投手の）起用法でズレが生じてきていた。遠慮していたところもあったと思う。チームが悪くなってから、そういうこと（配置転換）はしたくない」と説明した。しかし、同年はチーム防御率リーグ最下位に終わっている。
2015年からは再び二軍投手コーチを、2019年からは一軍投手コーチを務め、2022年からは二軍チーフ投手コーチを務めていたが、10月6日に球団から契約満了に伴う退団が発表された。ロッテコーチ時代は佐々木朗希や種市篤暉を育てた。
ロッテ退団後は神奈川県横浜市内の野球スクールで小・中学生を対象にしたパーソナルコーチを務めた。
2024年に、大学の先輩・小久保裕紀が監督に就任した福岡ソフトバンクホークスの四軍投手コーチ（チーフ）に就任。2025年からコーディネーター（投手ファーム統括）に配置転換された。

## プレースタイル・人物
カットボールの制球力が高く、2005年には曲り幅が改善。先発時代は制球、緩急を重視したスタイルだったが、リリーフ転向後は力でねじ伏せるスタイルへと変化した。

## 詳細情報

### 年度別投手成績
| 年 度      | 球 団      | 登 板 | 先 発 | 完 投 | 完 封 | 無 四 球 | 勝 利 | 敗 戦 | セ 丨 ブ | ホ 丨 ル ド | 勝 率 | 打 者 | 投 球 回 | 被 安 打 | 被 本 塁 打 | 与 四 球 | 敬 遠 | 与 死 球 | 奪 三 振 | 暴 投 | ボ 丨 ク | 失 点 | 自 責 点 | 防 御 率 | W H I P |
| ---------- | ---------- | ----- | ----- | ----- | ----- | -------- | ----- | ----- | -------- | ----------- | ----- | ----- | -------- | -------- | ----------- | -------- | ----- | -------- | -------- | ----- | -------- | ----- | -------- | -------- | ------- |
| 1999       | オリックス | 26    | 25    | 8     | 2     | 1        | 11    | 8     | 0        | --          | .579  | 730   | 177.0    | 159      | 14          | 47       | 2     | 1        | 134      | 2     | 0        | 75    | 56       | 2.85     | 1.16    |
| 2000       | オリックス | 15    | 15    | 2     | 1     | 0        | 8     | 6     | 0        | --          | .571  | 400   | 92.2     | 100      | 5           | 31       | 0     | 0        | 71       | 3     | 0        | 43    | 39       | 3.79     | 1.41    |
| 2001       | オリックス | 14    | 14    | 1     | 0     | 0        | 1     | 5     | 0        | --          | .167  | 320   | 69.2     | 92       | 10          | 27       | 1     | 0        | 46       | 3     | 0        | 53    | 47       | 6.07     | 1.71    |
| 2002       | オリックス | 34    | 15    | 0     | 0     | 0        | 3     | 15    | 0        | --          | .167  | 528   | 117.0    | 148      | 13          | 36       | 8     | 4        | 71       | 2     | 0        | 71    | 64       | 4.92     | 1.57    |
| 2003       | オリックス | 7     | 6     | 0     | 0     | 0        | 0     | 3     | 0        | --          | .000  | 156   | 34.0     | 41       | 6           | 12       | 0     | 0        | 18       | 0     | 0        | 21    | 18       | 4.76     | 1.56    |
| 2004       | オリックス | 22    | 20    | 3     | 0     | 1        | 7     | 9     | 0        | --          | .438  | 603   | 144.2    | 161      | 17          | 30       | 1     | 3        | 91       | 2     | 0        | 69    | 67       | 4.17     | 1.32    |
| 2005       | オリックス | 24    | 22    | 3     | 1     | 1        | 6     | 8     | 0        | 0           | .429  | 557   | 132.2    | 142      | 17          | 25       | 0     | 4        | 89       | 3     | 0        | 64    | 54       | 3.66     | 1.26    |
| 2006       | オリックス | 24    | 24    | 3     | 0     | 1        | 9     | 9     | 0        | 0           | .500  | 671   | 163.1    | 169      | 14          | 29       | 1     | 6        | 74       | 1     | 0        | 64    | 57       | 3.14     | 1.21    |
| 2007       | オリックス | 24    | 24    | 1     | 1     | 0        | 4     | 7     | 0        | 0           | .364  | 562   | 129.1    | 161      | 20          | 26       | 0     | 5        | 75       | 1     | 1        | 79    | 75       | 5.22     | 1.45    |
| 2008       | オリックス | 51    | 5     | 0     | 0     | 0        | 2     | 3     | 0        | 13          | .400  | 322   | 74.1     | 80       | 7           | 17       | 1     | 3        | 52       | 0     | 0        | 42    | 33       | 4.00     | 1.30    |
| 2009       | オリックス | 24    | 0     | 0     | 0     | 0        | 0     | 1     | 0        | 1           | .000  | 141   | 31.2     | 45       | 4           | 5        | 0     | 1        | 17       | 0     | 0        | 20    | 17       | 4.83     | 1.58    |
| 2010       | ロッテ     | 15    | 4     | 0     | 0     | 0        | 3     | 2     | 0        | 0           | .600  | 144   | 29.1     | 49       | 4           | 3        | 0     | 2        | 14       | 0     | 0        | 25    | 24       | 7.36     | 1.77    |
| 2011       | ロッテ     | 18    | 0     | 0     | 0     | 0        | 0     | 0     | 0        | 2           | ----  | 77    | 19.2     | 17       | 0           | 2        | 0     | 0        | 15       | 2     | 0        | 4     | 3        | 1.37     | 0.97    |
| 通算：13年 | 通算：13年 | 298   | 174   | 21    | 5     | 4        | 54    | 76    | 0        | 16          | .415  | 5211  | 1215.1   | 1364     | 131         | 290      | 14    | 29       | 767      | 19    | 1        | 630   | 554      | 4.10     | 1.36    |

- 各年度の太字はリーグ最高

### 表彰
- パ・リーグ連盟特別表彰：1回（新人特別賞：1999年）
- 月間MVP：1回（投手部門：1999年5月）

### 記録
初記録
- 初登板・初先発登板：1999年4月6日、対大阪近鉄バファローズ1回戦（大阪ドーム）、1回1/3を2失点で敗戦投手
- 初奪三振：1999年4月11日、対西武ライオンズ2回戦（ナゴヤドーム）、2回表にアーキー・シアンフロッコから見逃し三振
- 初勝利・初先発勝利：1999年4月30日、対日本ハムファイターズ4回戦（グリーンスタジアム神戸）、7回1/3を2失点
- 初完投勝利：1999年5月22日、対福岡ダイエーホークス7回戦（福岡ドーム）、9回4失点
- 初完封勝利：1999年5月28日、対日本ハムファイターズ7回戦（グリーンスタジアム神戸）
- 初ホールド：2008年5月28日、対中日ドラゴンズ1回戦（ナゴヤドーム）、6回裏に2番手で救援登板、1回無失点

節目の記録
- 1000投球回：2007年7月3日、対千葉ロッテマリーンズ9回戦（千葉マリンスタジアム）、7回裏2死目に根元俊一を空振り三振で達成 ※史上308人目

その他の記録
- 5イニング未満の投球で先発勝利：2000年5月9日、対大阪近鉄バファローズ6回戦（米子市民球場）、4回0/3を8失点（5回裏無死濃霧コールド） ※史上2人目
- オールスターゲーム出場：1回（1999年） ※2000年も選出されるも出場辞退[25]

### 背番号
- 20（1999年 - 2004年）
- 11（2005年 - 2009年）
- 46（2010年 - 2011年）
- 89（2012年 - 2022年）
- 012（2024年 - ）